# Тифт, Эндрю
Эндрю Тифт (англ. Andrew Tift, род. 1968, Уолсолл, Уэст-Мидлендс) — британский портретист-реалист.

## Ранние годы
Эндрю Тифт родился в 1968 году в Уолсолле, Англия. Он получил образование в Стаффордском колледже искусств. Затем он окончил Университет Центральной Англии.

## Карьера
Эндрю — портретист-реалист. В 1998 году он написал портрет Тони Бенна, депутата парламента от лейбористской партии с 1950 по 2001 год. Он также написал портрет Гленис Киннок, баронессы Киннок из Холихеда, которая была членом Европейского парламента от лейбористской партии с 1994 по 2009 год. Его портрет Кена Ливингстона, который занимал пост мэра Лондона от лейбористской партии с 2000 по 2008 год, с 2014 года выставляется в Национальной портретной галерее в Лондоне. Палата лордов также заказала ему портрет Питера Карингтона, шестого барона Карингтона.
В 1995 году он был удостоен премии BP Travel Award за «Sayonara Pet». В 2006 году Тифт получил премию BP Portrait Award за свой триптих Китти Гарман, первой жены Люсьена Фрейда, под названием «Китти». Ныне триптих находится в Новой художественной галерее в Уолсолле.

## Личная жизнь
Эндрю Тифт проживает в Западном Мидленде.